# Hugo Kufs
Hugo Friedrich Kufs (ur. 16 grudnia 1871 w Großzössen, zm. 7 września 1955 w Lipsku) – niemiecki patolog. 

## Życiorys
Urodził się w małej miejscowości Großzössen koło Borna w 1871 roku. Uczęszczał najpierw do szkoły w rodzinnej miejscowości, a potem do gimnazjum w Lipsku (od 1885 do 1892). Od 1892 do 1897 studiował medycynę na Uniwersytecie w Lipsku, gdzie był uczniem m.in. Richarda Arweda Pfeifera. Studia ukończył w 1899 roku, po przedstawieniu dysertacji na temat cysticerkozy układu komorowego mózgowia. Przez pewien czas pracował w Szpitalu Miejskim w Chemnitz, następnie w instytucjach dla upośledzonych umysłowo w Sonnenstein, Hockweitzschen i Hubertsburgu. Tam zajął się neuropatologią układu nerwowego, napisał m.in. pracę poświęconą stwardnieniu guzowatemu w 1913 roku. Otrzymał stanowisko prosektora w Lipsku-Dösen w 1919 roku, gdzie otrzymał nowo zbudowane laboratorium. W 1925 roku został profesorem, pracował na tym stanowisku do 1936 roku. Pracował później w Klinice Chorób Nerwowych w Lipsku. W 1943 roku jego dom został zniszczony podczas nalotów. Po zakończeniu II wojny przez 2,5 roku pracował w Naumburg (Saale), w 1946 roku powrócił do Lipska i pozostał tam do śmierci w 1955 roku. Wspomnienie o nim napisali Julius Hallervorden i J. Suckow.
W swojej pracy zajmował się neuropatologią choroby Alzheimera, Niemanna-Picka i von Hippla-Lindaua. W latach 1925, 1929 i 1931 opisał trzy przypadki choroby spichrzeniowej, określanej dziś jako choroba Kufsa. W 1928 roku opisał rodzinne występowanie naczyniaków jamistych [OMIM 116860].

## Wybrane prace
- Beiträge zur atypischen Paralyse — Disseminierte Meningoencephalitis mit laminärer Rindenerweichung bei Paralyse, Pleuritis gummosa bei Paralyse, altes Hirngumma bei frischer Paralyse — und zur Endarteriitis syphilitica der kleinen Rindengefäße. Zeitschrift für die gesamte Neurologie und Psychiatrie 106, 1, 518-545 (1926)
- Über den herdförmigen Markfaserschwund und über die polysklerotischen Formen der Paralyse. Zugleich ein Beitrag zur Pathogenese der Multiplen Sklerose. Zeitschrift für die gesamte Neurologie und Psychiatrie 75, 1 (1922)
- Beiträge zur Diagnostik und pathologischen Anatomie der tuberösen Hirnsklerose und der mit ihr kombinierten Nierenmischtumoren und Hautaffektionen und über den Befund einer akzessorischen Nebenniere in einem Ovarium bei derselben. Zeitschrift für die gesamte Neurologie und Psychiatrie 18, 1 (1913)
- Über eine Spätform der tuberösen Hirnsklerose unter dem Bild des Hirntumors und andere abnorme Befunde bei dieser Krankheit (1949)